# Edward Dewhurst
Edward Dewhurst est un joueur de tennis australien du début du XXe siècle.
Il a remporté l'US Men's National Championship : en double mixte en 1906 (avec Sarah Coffin) .

## Palmarès (partiel)

### Titre en double mixte
| No | Date       | Nom et lieu du tournoi                 | Catégorie | Surface      | Partenaire   | Finalistes                    | Score    |          |
| -- | ---------- | -------------------------------------- | --------- | ------------ | ------------ | ----------------------------- | -------- | -------- |
| 1  | 19-06-1906 | US National Championships Philadelphie | G. Chelem | Gazon (ext.) | Sarah Coffin | Margaret Johnson J.B. Johnson | 6-3, 7-5 | Parcours |

### Finale en double mixte
| No | Date       | Nom et lieu du tournoi                 | Catégorie | Surface      | Vainqueurs                     | Partenaire      | Score    |          |
| -- | ---------- | -------------------------------------- | --------- | ------------ | ------------------------------ | --------------- | -------- | -------- |
| 1  | 20-06-1905 | US National Championships Philadelphie | G. Chelem | Gazon (ext.) | Augusta Hobart Clarence Hobart | Elisabeth Moore | 6-2, 6-4 | Parcours |